# Wacław Gotfryd Hohenstein
Wacław Gotfryd baron Hohenstein (ur. pomiędzy 1602 a 1618, zm. po 1672).
Wacław Gotfryd był synem z pozamałżeńskiego związku księcia cieszyńskiego Adama Wacława i szlachcianki Małgorzaty Kostlachówny. Wcześnie osierocony przez ojca, znalazł się pod opieką matki. Pochodząc z nieformalnego związku rodziców nie miał prawa do księstwa cieszyńskiego. Po ojcu otrzymał wyłącznie majątek Marklowice. Dzięki staraniom swojej przyrodniej siostry Elżbiety Lukrecji 12 kwietnia 1640 został legitymizowany przez cesarza Ferdynanda III Habsburga. 8 maja 1640 cesarz dodatkowo podniósł Wacława Gotfryda do dziedzicznej godności barona Hohenstein. Początkowo baron przebywał często poza terenem księstwa, stan ten uległ zmianie w 1649, kiedy Wacław Gotfryd zakupił kamienicę w Cieszynie przyjmując prawo miejskie. W 1672 oddał Marklowice cesarzowi Leopoldowi I w zamian za prawo użytkowania ogrodu zamku książąt cieszyńskich i dziedzicznej renty w wysokości 400 guldenów rocznie. Baron miał z małżeństwa z nieznaną historykom kobietą syna Ferdynanda I. Nie wiadomo, kiedy zmarł – musiało to jednak nastąpić niedługo po 1672.